# Pericallia idriensis
Pericallia idriensis är en fjärilsart som beskrevs av Giovanni Antonio Scopoli 1772. Pericallia idriensis ingår i släktet Pericallia och familjen björnspinnare. Inga underarter finns listade i Catalogue of Life.